# 萨尼·贝契罗维奇

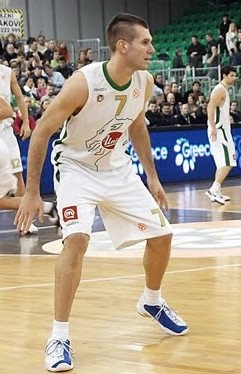
萨尼·贝契罗维奇

萨尼·贝契罗维奇（1981年5月19日—），斯洛維尼亞前职业籃球運動員。他現在擔任帕納辛納科斯籃球俱樂部的助理教練。他的父親曾擔任斯洛維尼亞國家籃球隊的主教練。他也是斯洛維尼亞國家男子籃球隊的一員。